# Montparnasse 19
Montparnasse 19 (Originaltitel: Les amants de Montparnasse) ist eine französisch-italienische Filmbiografie des Regisseurs Jacques Becker aus dem Jahr 1958. Der Film beschreibt das letzte Lebensjahr des italienischen Malers Amedeo Modigliani im Pariser Künstlerviertel Montparnasse.

## Handlung
Amedeo Modigliani lebt im Pariser Viertel Montparnasse und verbringt viel Zeit damit, sich mit der attraktiven Schriftstellerin Beatrice Hastings zu amüsieren. Er zeichnet und malt, kann aber von seiner Kunst nicht leben. Er trifft die junge Kunststudentin Jeanne Hébuterne, die von ihrer Familie eingesperrt wird, um sie von Modigliani fernzuhalten. Seine Freunde, die Zborowskis, tun ihr Bestes, um ihn über Wasser zu halten, aber seine angeschlagene Gesundheit, die durch ständigen Alkohol und Tabak geschwächt wird, gibt nach und er wird nach Nizza geschickt, um sich zu erholen. Jeanne entkommt und schließt sich ihm dort an, woraufhin die beiden unzertrennlich sind.
Nach ihrer Rückkehr nach Paris arrangieren die Zborowskis eine Einzelausstellung in der renommierten Galerie von Berthe Weill, bei der alle zur Eröffnung erscheinen, aber niemand etwas kauft. Nach Beschwerden ordnet die Polizei die Entfernung eines Aktes aus dem Fenster an. Ein zynischer Händler namens Morel erklärt, dass Modigliani sicher bald sterben wird und dass dann die Leute für seine Werke bezahlen werden. Die Zborowskis finden einen amerikanischen Millionär, der sich wirklich für einige von Modiglisanis Leinwänden interessiert (die später weltberühmt werden), aber als er sagt, er würde dann die blauen Augen von Jeanne benutzen, um für seine Produkte zu werben, geht Modigliani angewidert hinaus.
Verzweifelt über seine Unfähigkeit, das Streben nach Schönheit in seinen Gemälden von Beatrice und Jeanne mit jeder kommerziellen Realität zu verbinden, und mit seiner zunehmend schwachen Gesundheit geht er durch Cafés und versucht erfolglos, seine Zeichnungen zu verkaufen. Er bricht auf der Straße zusammen und wird ins Krankenhaus gebracht, wo er alleine stirbt. Ohne ihr zu erzählen, was passiert ist, eilt Morel zu einer entzückten Jeanne, um alle nicht verkauften Werke für sofortiges Geld aufzukaufen.

## Veröffentlichung
Montparnasse 19 feierte seine Premiere am 4. April 1958 in Frankreich. Im gleichen Jahr kam er in die bundesdeutschen Kinos, am 5. August 1960 lief er in den Kinos der DDR.